# Gymnogeophagus meridionalis
Gymnogeophagus meridionalis är en fiskart som beskrevs av Roberto Esser dos Reis och Malabarba, 1988. Gymnogeophagus meridionalis ingår i släktet Gymnogeophagus och familjen Cichlidae. Inga underarter finns listade i Catalogue of Life.